# Contea di Nizza
La Contea di Nizza (in occitano, Comtat de Niça; in francese, Comté de Nice) è stata una contea facente parte dello Stato sabaudo, in possesso dei Duchi di Savoia dal 1388 e poi del Re di Sardegna dal 1720. Nel periodo napoleonico fu una provincia annessa all'Impero francese. Il territorio della contea corrisponde all'antica regione storica detta Paese nizzardo (in occitano, País niçard; in francese Pays niçois).
Nel 1847 il re Carlo Alberto la trasformò nella nuova Divisione di Nizza, sebbene il titolo comitale rimanesse appannaggio del sovrano. A seguito del Trattato di Torino, nel 1860 la gran parte degli antichi territori della contea fu poi ceduta alla Francia, paese di cui la contea aveva già fatto parte fra il 1796 e il 1814. Capoluogo della contea era Nizza Marittima.

## Storia

### Il dominio di casa Savoia (1388-1860)
Nizza entrò a far parte dei domini dei Savoia per mezzo della Dedizione di Saint-Pons il 28 settembre 1388, con cui Amedeo VII di Savoia, approfittando delle lotte intestine in Provenza, negoziò con Giovanni Grimaldi barone di Boglio (governatore di Nizza e della Provenza Orientale) il passaggio del Nizzardo e della valle dell'Ubaye ai domini sabaudi, con il nome di Terre Nuove di Provenza. Le Terre Nuove presero poi il nome di Contea di Nizza nel 1526, anche se in questo contesto il termine "contea" venne impiegato in senso amministrativo e non feudale.
Il 25 ottobre 1561, in seguito all'Editto di Rivoli, l'italiano rimpiazzò il latino come lingua per la redazione degli atti ufficiali della Contea di Nizza.
Il duca Carlo Emanuele I di Savoia fece di Nizza un porto franco nel 1614 e vi stabilì un senato. La rivolta del conte di Boglio fu soffocata nel 1621 e da quel momento la contea conobbe un periodo di stabilità, al contrario della vicina Provenza martoriata dalle rivolte. Le ostilità con la Francia ricominciarono nel corso del XVII secolo e la contea fu soggetta due volte ad occupazione francese (1691-1697 e 1707-1713).

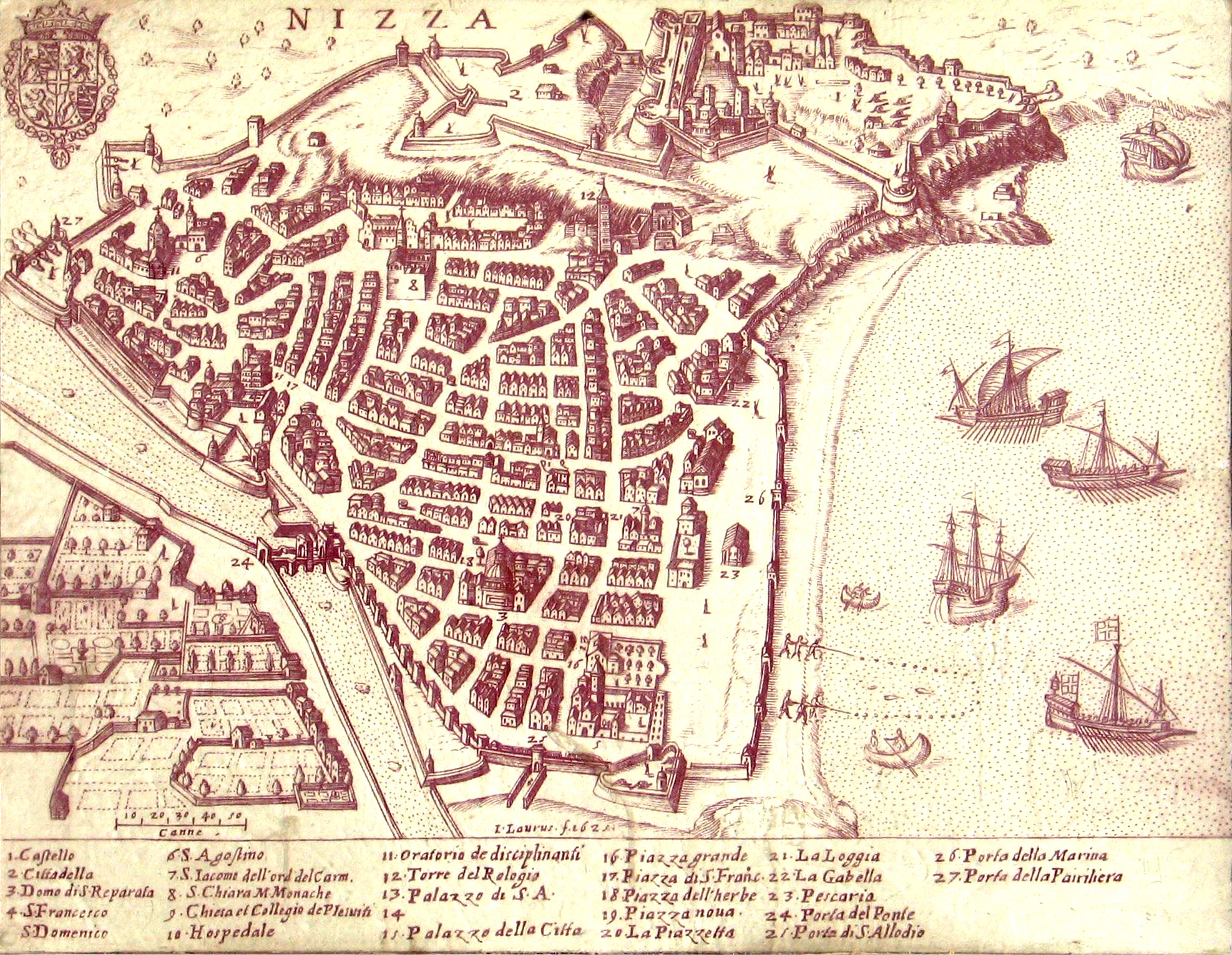
Nizza in una stampa del 1624

Nel corso del Settecento la frontiera tra la contea di Nizza e la Francia venne rettificata a più riprese: una prima volta nel 1718, quando Vittorio Amedeo II riacquistò l'alta valle del Varo con Entraunes e Saint-Martin-d'Entraunes in cambio del comune di Le Mas, e una seconda volta col Trattato di Torino del 24 marzo 1760, con cui i Savoia cedettero Gattières e la sponda destra del fiume Esterone alla Francia, in cambio delle zone di Guglielmi e La Penna, che passarono ai possedimenti sabaudi.
Nel 1789 Nizza fu un centro controrivoluzionario; l'Armata del Midi della giovane Repubblica Francese, al comando del generale d'Anselme, entrò in città il 29 settembre 1792. Il seguente 31 gennaio la Convenzione ordinò l'integrazione della contea nel territorio francese e la creazione del dipartimento delle Alpi Marittime. Durante il periodo dell'occupazione francese fu attivo nel territorio della Contea il movimento popolare del barbetismo, fedele ai Savoia.
Il 23 aprile 1814 la contea tornò sotto il controllo del re di Sardegna Vittorio Emanuele I, mentre il Principato di Monaco passò dal protettorato francese a quello sardo. Con lo scoppio dei moti nazionali nel 1848, le cittadine monegasche di Mentone e Roccabruna si ribellarono al loro principe e diventarono città libere amministrate dai Savoia.

### La riorganizzazione amministrativa e laProvincia di Nizza
La Contea di Nizza viene trasformata in Divisione di Nizza nel 1847 e attivata nel 1848, in seguito alla fusione perfetta degli stati sabaudi. La divisione fu creata unendo la vecchia Contea di Nizza ai territori liguri di Oneglia e San Remo, distaccati dal Ducato di Genova. In seguito alle riforme costituzionali del 1848 e alla concessione dello Statuto Albertino, il territorio fu dotato di un Consiglio Divisionale elettivo su base oligarchica.
In seguito all'emanazione del decreto Rattazzi (1859) la Contea fu trasformata nella Provincia di Nizza, a sua volta divisa in 3 circondari: Circondario di Nizza, Circondario di Porto Maurizio e Circondario di San Remo.

### La cessione del Circondario di Nizza alla Francia (1860)

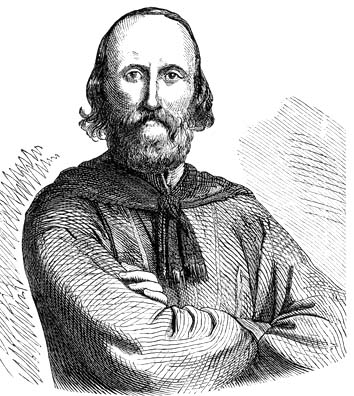
Garibaldi fu uno dei più strenui oppositori della cessione di Nizza alla Francia

Con gli accordi di Plombières (1858), stretti fra Cavour e Napoleone III, il Regno di Sardegna promise la cessione di Nizza e della Contea di Savoia all'alleato francese in cambio del sostegno militare per la creazione di un Regno dell'Italia settentrionale a guida sabauda. La seconda guerra d'indipendenza vide la vittoria franco-piemontese. Il conflitto, tuttavia, fu interrotto anticipatamente dall'armistizio di Villafranca con il quale gli austriaci cedettero la sola Lombardia. Sfumò, così, per il Regno di Sardegna la costituzione di un unico Stato nell'Italia centro-settentrionale.
Per il Regno di Sardegna la cessione di Nizza e Savoia parve allontanarsi e, in effetti, di essa non si fece menzione nel Trattato di Pace di Zurigo. Ma nei mesi successivi le rivolte nel Ducato di Parma, nel Ducato di Modena, nelle quattro Legazioni pontificie (Bologna, Ferrara, Ravenna e Forlì) e nel Granducato di Toscana, con la richiesta di annessione al Regno di Sardegna furono accettate dalla Francia, ma esclusivamente a patto che Nizza e la Savoia fossero, come inizialmente previsto, cedute alla Francia. Fu così siglato il 24 marzo 1860 il Trattato di Torino, con cui venne formalizzata la cessione, seppur subordinata ad un plebiscito da tenersi poche settimane dopo.
Non tutto il territorio della contea venne ceduto però alla Francia: Vittorio Emanuele II si riservò la sovranità sulle alte valli della Tinea, Vesubia e Roia (compresa Tenda e Briga Marittima), in quanto destinate a riserve di caccia reali. Il notevole avanzamento del confine sabaudo rispetto allo spartiacque fa invece supporre che le vere ragioni fossero militari, tanto che vi furono a lungo in Francia controversie su tale concessione, ritenuta ingiustificata, al Regno di Sardegna e su una linea di confine definita oltralpe "fantaisiste, irrationelle, bâtarde, voire ridicule".
Il nuovo confine, che deviando dallo spartiacque della cresta del Mercantour rendeva militarmente poco difendibili per la Francia le vallate delle Alpi Marittime, sarebbe stato nuovamente adeguato alla linea di displuvio alpina in seguito alla sconfitta italiana nella seconda guerra mondiale, in forza del Trattato di Parigi del 1947.
Il trattato di Torino venne reso pubblico il 30 marzo 1860 e suscitò la ferma opposizione di molti patrioti, primo tra tutti Giuseppe Garibaldi, che era nizzardo di nascita. La Francia comunque procedette nell'inscenare il plebiscito, che servì ad "ufficializzare" la volontà degli abitanti di entrambi i territori a passare alla Francia. I risultati sono da intendere come esito dell'occupazione e del terrorismo francesi oltre che delle eventuali manomissioni operate dagli scrutinatori designati (dopo lo sgombero piemontese, l'esercito francese era potuto entrare a Nizza solo con la forza ed i sindaci della contea non allineati erano stati esautorati): le percentuali elevatissime a favore dell'unione alla Francia (99,8% nel Nizzardo, con soli 11 voti contrari contro ben 6910 favorevoli a Nizza città, e 99,3% in Savoia), oltre ad essere già di per sé esagerate ed assolutamente incongruenti con i dati linguistici e storico-culturali della zona, furono smentite dagli eventi che seguirono: ben un quarto della popolazione di Nizza fu non solamente contrariata, ma talmente mortificata ed umiliata dal falso "plebiscito" da decidere di recarsi in esilio volontario in Italia; nonostante questo primo esodo di resistenti, quando nel 1871 si tennero le prime elezioni libere nella contea, le liste filo-italiane guidate da Garibaldi ed impegnatesi ad abrogare l'annessione conquistarono ben il 90,2% dei voti (26.534 su 29.428 voti espressi). A Garibaldi, però, contro la legge fu impedito di parlare davanti all'Assemblea Nazionale di Parigi e la sollevazione nizzarda fu repressa dai Francesi nel sangue. Dopodiché il governo procedette alla francesizzazione forzata della regione ed alla soppressione della cultura locale.
I risultati del plebiscito non furono peraltro considerati proprio nel caso dei due comuni rimasti sabaudi di Tenda e Briga Marittima, nei quali rispettivamente 387 votanti su 388 (676 iscritti) e tutti i 323 votanti (su 1190 elettori potenziali) si erano espressi a favore dell'annessione alla Francia.
Il 14 giugno venne celebrata l'unione con la Francia. L'ex-contea di Nizza venne così suddivisa nei due arrondissement di Nizza e Poggetto Tenieri, mentre con l'inglobamento dell'arrondissement di Grasse (precedentemente facente parte del dipartimento del Varo) venne costituito il dipartimento delle Alpi Marittime (Alpes-Maritimes).
| Contea di Nizza | 15/16 aprile | 30 712 | 25 933 | 25 743 | 160 | 4 779 | 30 |
| Fonte: H. Ménabréa/Guichonnet pour la Savoie/Conseil Général des Alpes-Maritimes cfr. anche Ezio Maria Gray, Le terre nostre ritornano... Malta, Corsica, Nizza, De Agostini, Novara |              |        |        |        |     |       |    |

Il plebiscito fu truccato. Prima di tutto, Nizza fu occupata militarmente dalla Francia il 10 aprile 1860, ossia 15 giorni prima del famoso plebiscito. Le due frodi maggiori sono le seguenti: venne soppresso l'obbligo della residenza a Nizza per votare ed il partito pro-Francia istituì dei comitati per compilare le liste elettorali. Questi comitati avevano tutti i poteri e così stabilirono "sommariamente e senza ricorso" chi iscrivere nelle liste elettorali per far votare chi volevano. Quando Nizza non aveva ancora cambiato nazionalità, intervenne il prefetto imperiale del Dipartimento del Varo imponendo illegalmente alla municipalità di Nizza di iscrivere nelle liste delle persone residenti in Provenza aventi, così essi affermavano, antenati nizzardi. Sono state ritrovate negli archivi municipali alcune di quelle liste. Inoltre vi furono assenze di cabine elettorali, di schede con il voto NO che non vennero stampate, il sindaco filofrancese e varie altre truffe.

## Territori rimasti al Regno di Sardegna

### Valli
- Val di Ciastiglione (Val de Chastillon)
- Val Molliera (Val Mollières) bagnata dal Molliera
- Vallone di Salesio (Vallon de Salèse)
- Alta Val Vesubia (Val Vesubie)
- Valle delle Meraviglie (Vallèe des Merveilles)
- Valmascaa (Valmasque)
- Vallone della Miniera (Vallon de la Miniere)
- Alta Val Roia (Val Roya)
- una piccolissima parte della Val Argentina

### Comuni
Al Regno di Sardegna rimasero interamente due comuni:
- Tenda (Tende)
- Briga (La Brigue) che formerà insieme a Briga Alta il nuovo comune di Briga Marittima nel 1861

### Frazioni
Queste sono tutte le frazioni rimaste al Regno di Sardegna:
- Molliera (Mollières) che diventerà frazione di Valdieri
- Perablancia (Pierre Blanche) che diventerà frazione di Valdieri
- Ciriegia (Le Borèon) che diventerà frazione di Entracque
- Frazioni di Tenda:
  - Vievola (Viève)
  - Rifrei (Refrèi)
  - San Dalmazzo di Tenda (Saint Dalmas-de-Tende)
  - Granile (Granile)
- Frazioni di Briga:
  - Morignolo (Morignole)
  - Nostra Signora del Fontan (Notre Dame des Fontaines)
  - Realdo

Con la nascita del Regno d'Italia, nel 1861, questi territori vennero compresi nella provincia di Cuneo. A seguito dell'invasione della Francia nel 1940 e l'occupazione di Nizza nel 1942, il governo italiano pensò di ricostruire l'antica Contea di Nizza, sulla quale avrebbe dovuto regnare Filiberto di Savoia-Genova. Il progetto, però, non ebbe alcun seguito.
Dopo il Trattato di Parigi del 1947 tutti questi territori passarono alla Francia, tranne Realdo e Verdeggia, che, dal Piemonte (provincia di Cuneo), vennero aggregati al comune di Triora (provincia di Imperia).

## Stampa italiana della Contea di Nizza
La Voce di Nizza era un giornale in lingua italiana che fu fondato nel 1800 circa a Nizza, nell'odierna Francia. Soppresso in seguito all'annessione di Nizza alla Francia, il quotidiano non è più stato ripristinato.
Il Pensiero di Nizza, fondato dopo la caduta di Napoleone fu soppresso dalle autorità francesi nel 1895 (ben 35 anni dopo l'annessione) con l'accusa di irredentismo, mentre era quasi esclusivamente autonomista.
Ad essi collaborarono i maggiori scrittori italiani del Nizzardo: Giuseppe Bres, Enrico Sappia, Giuseppe André e molti altri. Questo dimostra l'esistenza nel Nizzardo di un'ampia fascia di popolazione di espressione italiana che poi pian piano si estinse a seguito della lotta delle autorità francesi all'italofonia. Tutt'oggi gran parte dei cognomi dei nizzardi (senza tenere in conto l'immigrazione dall'Italia) non è di stampo provenzale o francese (e questi ultimi appartengono a immigrati francesi o a nizzardi cui è stato francesizzato, per es. Del Ponte in DuPont), come vorrebbe la vulgata antitaliana, ma schiettamente italiano (per es. Alberti, Baldacci, Bianchi, Del Rivo, Giorgi, Paolini, ecc.)
La pubblicazione della testata Il Pensiero di Nizza venne ripresa dopo la seconda guerra mondiale come periodico e quale voce dei nizzardi italofoni da Giulio Vignoli, studioso genovese delle minoranze italiane. In questo foglio, in più numeri, è stata riassunta la letteratura italiana del Nizzardo, dagli albori (XVI secolo) ai nostri tempi.

## Geografia
Il territorio della Contea di Nizza corrispondeva grosso modo all'attuale Arrondissement di Nizza, all'interno del dipartimento francese delle Alpi Marittime. La contea aveva uno sviluppo costiero di una trentina di chilometri (escluso il Principato di Monaco) e comprendeva le valli dei fiumi Varo, Tinea, Vesubia, Bevera e Roia fino allo spartiacque alpino, che la separava dai domini sabaudi del Piemonte.
Tuttavia, la contea di Nizza è considerata dai geografi come facente parte della regione geografica italiana in quanto il fiume Varo ne segna il confine occidentale.
La contea di Nizza costituì per un periodo l'unico sbocco al mare dei Savoia (esclusa la piccola exclave di Oneglia), in quanto la Repubblica di Genova, che comprendeva l'attuale Liguria (regione amministrativa) e controllava parte dell'attuale Basso Piemonte (Novese e Ovada), fu annessa al Regno di Sardegna solo nel gennaio 1815. Città principale fu sempre Nizza, centro di antica vocazione mercantile, in grado di distinguersi dai piccoli borghi costieri e dai paesi dell'interno fin dall'Alto Medioevo.

## Suddivisione amministrativa
La Contea di Nizza comprendeva 14 mandamenti:
- Mandamento di Contes
- Mandamento di Guillaumes
- Mandamento di Levenzo
- Mandamento di Nizza
- Mandamento di Poggetto Theniers
- Mandamento di Roccasterone
- Mandamento di San Martino Lantosca
- Mandamento di Santo Stefano di Tinea
- Mandamento di Scarena
- Mandamento di Sospello
- Mandamento di Tenda
- Mandamento di Utelle
- Mandamento di Villafranca
- Mandamento di Villars.